# Гросс-Бармен
Гросс-Бармен — парк, заповедная зона, санаторий с термальным источником в Намибии, находящийся примерно в 25 километрах на запад от города Окаханджа, и 100 километрах от Виндхука. Площадь парка составляет 1 км².
На сегодняшний день Гросс-Бармен является государственным санаторием. Здесь бьёт горячий источник. Имеется гостиница «Groß Barmen Heisse-Quelle-Resort». Источник привлекает большое количество туристов. Также на отдых приезжает много местных жителей, в основном, из Виндхука. Тёплая, сернистая лечебная вода температурой от 40 до 65 C° также запускается в закрытые помещения — купаться можно не только на открытом воздухе.
Гросс-Бармен был назван двумя членами Рейнского миссионерского сообщества Карлом Хуго Хааном и Францем Генрихом Кляйншмидтом в 1844 году, в честь города Бармен в земле Северный Рейн-Вестфалия в Германии (сегодня Вупперталь), когда впервые первое поселение здесь было основано как миссионерская станция для племени гереро.
На юго-востоке от Гросс-Бармена находится гора Осанакуппе.

## Ремонт
С декабря 2010 до конца 2012 года санаторий закрыт на ремонт и переоборудование. В гостинице «Groß Barmen Heisse-Quelle-Resort» будут построены Spa-комнаты и залы для проведения конференций.